# Amaea africana
Amaea africana is een slakkensoort uit de familie van de Epitoniidae. De wetenschappelijke naam van de soort is voor het eerst geldig gepubliceerd in 1978 door Bouchet & Tillier.